# (523771) 2014 XP40
(523771) 2014 XP40 est un objet transneptunien, également classé comme centaure, d'environ 200 km de diamètre.